# Első Délmagyarországi Kalapgyár
Az Első Délmagyarországi Kalapgyár Rt. egykori kalapgyár Temesváron. Józsefvárosban, a Bégajobbsoron (Splaiul Nicolae Titulescu) helyezkedett el. Hivatali épülete műemléki védettséget élvez; a romániai műemlékek jegyzékében a TM-II-m-B-06168 sorszámon szerepel.

## Történelem
1899-ben alapította Lustein Fülöp, 700 000 korona alaptőkével. A város 15 évnyi adó- és illetékmentességet biztosított, valamint ingyen bocsátotta rendelkezésre a 2 hold és 1097 négyszögöl nagyságú telket a rajta álló épületekkel együtt; emellett a munkások képzését is munkásonként és évenként 10 koronával támogatta. A gyár központi épületét (hivatalnoklakását) Reiter Ede tervezte. Kezdetben 350 alkalmazottal működött.
Elsősorban gyapjú- és nyúlszőrkúpokat- és kalapokat állított elő, de különlegességként velúr- és hódkúpokat és kalapokat is gyártott. A napi 500 tucat gyapjúkúp, 150 tucat gyapjúkalap, 60 tucat nyúlszőrkúp és 20 tucat nyúlszőrkalap előállításához gőzgépek szolgáltattak összesen 200 lóerő hajtóerőt. 1911 végén 430 munkása volt, és az ország legnagyobb kalapgyárának számított, de később a 480-500 főt is elérte a létszám, amit 70%-ban nők tettek ki. Termékeit mind bel-, mind külföldön keresték; egész Európa (Ausztria, Németország, Svájc, Franciaország, Belgium, Anglia és a keleti országok) mellett az Amerikai Egyesült Államokba és Dél-Amerikába is szállított.